# Bracia Koala
Bracia Koala (ang. The Koala Brothers, 2003–2007) – brytyjski serial animowany dla dzieci wyprodukowany przez Spellbound Entertainment i Famous Flying Films. Jego światowa premiera odbyła się 1 września 2003 roku na antenie brytyjskiej stacji CBeebies. W Polsce serial był emitowany na kanałach TVP1 (premiera: 8 stycznia 2005 roku), MiniMini oraz CBeebies (premiera: 5 sierpnia 2008). Obecnie jest emitowany przez kanał TVP ABC (premiera: 7 kwietnia 2015 roku), a także przez TVP ABC 2 (premiera: 24 marca 2022 roku)
Twórcą serialu jest Australijczyk David Johnson – założyciel współprodukującej serial firmy Famous Flying Films. W 2013 roku odkupił on od Spellbound Entertainment prawa do serialu i od tamtej pory jego nowa firma Koala Brothers Limited posiada pełne prawa do serialu, jak i całej marki oraz zajmuje się jego dystrybucją na całym świecie.
W 2015 roku serial został poddany rekonstrukcji cyfrowej. Odcinki zrekonstruowane można oglądać na oficjalnym kanale YouTube oraz na platformie Kidoodle.TV.

## Opis
Głównymi bohaterami są misie koala: Franio i Benio. Mieszkają na australijskim odludziu nad którymi codziennie latają swoim żółtym samolotem i sprawdzają czy któreś z ich mieszkających tam przyjaciół nie potrzebuje pomocy. Jeśli tak, bracia Koala zawsze wyciągną pomocną dłoń. Każdy odcinek serialu niesie za sobą przesłanie, że warto pomagać.

## Format
Odcinki serialu istnieją w dwóch wersjach, w zależności od stacji telewizyjnej. Kanały TVP pokazują 39 odcinków trwających po 23 minuty. Wyglądają następująco:
1. czołówka (1 minuta)
2. Komu bracia Koala pomogą dzisiaj?
3. segment I
4. Komu bracia Koala pomogą dzisiaj?
5. segment II
6. piosenka Pomoc innym nieś
7. tyłówka

MiniMini pokazywał odcinki w podobnej formie, jednakże z wyłącznie jednym segmentem, co dawało 78 odcinków trwających po 13 minut.
Z kolei CBeebies (jak i większość kanałów pokazujących serial na świecie) emitował 78 odcinków trwających po 10 minut. Prezentowały się w ten sposób:
1. czołówka (30 sekund)
2. segment
3. tyłówka

## Bohaterowie
| Imię                       | Imię w angielskim dubbingu | Aktor głosowy  | Opis |
| -------------------------- | -------------------------- | -------------- | --- |
| Franio                     | Frank                      | Keith Wickham  | koala, pilot samolotu |
| Benio                      | Buster                     | Rob Rackstraw  | koala; używa teleskopu, by dostrzec przyjaciół z powietrza                                                                              |
| Jaś                        | Ned                        | Janet James    | grzeczny, bojaźliwy wombat, mieszka w przyczepie                                                                                        |
| Mysia                      | Mitzi                      | Lucinda Cowden | pyszałkowata, ambitna, często zakłopotana kitanka lisia                                                                                 |
| Grześ                      | George                     | Rob Rackstraw  | żółw, listonosz, filatelista |
| Szymek                     | Sammy                      | Rob Rackstraw  | kolczatka, sprzedawca i właściciel sklepu, jeździ granatowym pojazdem Piaggio Ape, hoduje pszczoły i sprzedaje ich miód w swoim sklepie |
| Zosia                      | Josie                      | Janet James    | kangurzyca, nalewa paliwo i pomaga Szymkowi w prowadzeniu sklepu, jej ulubiony kolor to czerwony                                        |
| Ala                        | Alice                      | Lucinda Cowden | dziobak, jeździ na skuterze, jest zapominalska, pracuje jako kelnerka w kawiarni, lubi piec ciasta, lunatykuje                          |
| Arkadius Krokodilus – Arek | Archie                     | Keith Wickham  | wysportowany krokodyl, mieszka w domku nad stawem, w angielskiej wersji mówi z brytyjskim akcentem                                      |
| Paty                       | Penny                      | Janet James    | małomówny pingwin, mieszkający na co dzień na biegunie południowym; przyjeżdża do Braci Koala w odwiedziny                              |
| Lora                       | Lolly                      | Lucinda Cowden | struś emu, przyjeżdża swoim wozem nad staw, gdzie sprzedaje lody                                                                        |

## Wersja polska

### I wersja
Wersja polska: Telewizja Polska Agencja Filmowa
Reżyseria: Dorota Kawęcka
Dialogi: Ewa Prugar
Tłumaczenie: Agata Kubasiewicz
Dźwięk:
- Marcin Pilich (odc. 1-6[h])
- Wiesław Jurgała (odc. 7-26[h], S1)
- Jakub Milencki (odc. 27-39[h])

Montaż:
- Marcin Pilich (odc. 1-6[h])
- Danuta Rajewska (odc. 7-26[h])
- Wiesław Jurgała (odc. S1)

Kierownictwo produkcji:
- Monika Wojtysiak

Tekst piosenki: Andrzej Brzeski
Opracowanie muzyczne: Piotr Gogol
Wystąpili:
- Mieczysław Morański – Franio
- Łukasz Lewandowski – Benio
- Katarzyna Tatarak – Jaś
- Katarzyna Łaska – Mysia
- Paweł Szczesny – Grześ
- Jarosław Boberek – Arek
- Jarosław Domin – Szymek
- Monika Wierzbicka – Lora
- Magdalena Krylik – Zosia
- Dariusz Odija – Narrator
- Anna Gajewska – Ala

Lektor: Dariusz Odija

### II wersja (tylko seria 3. dla CBeebies)
Wersja polska: na zlecenie BBC Worldwide – Start International Polska
Obsada: Dorota Kawęcka-Leśniewska
Reżyseria: Małgorzata Kaźmierska
Dialogi: Ewa Prugar
Tłumaczenie: Agata Kubasiewicz
Dźwięk i montaż: Jerzy Wierciński
Kierownictwo produkcji: Anna Kuszewska
Wystąpili:
- Mieczysław Morański – Franio
- Łukasz Lewandowski – Benio
- Katarzyna Tatarak – Jaś
- Katarzyna Łaska – Mysia
- Paweł Szczesny – Grześ
- Jarosław Boberek – Arek
- Jarosław Domin – Szymek
- Monika Wierzbicka – Lora
- Magdalena Krylik – Zosia
- Dariusz Odija – Narrator
- Anna Gajewska – Ala

Lektor: Dariusz Odija

## Spis odcinków
| Nr (BBC, MiniMini)       | Nr (TVP) | Polski tytuł                  | Angielski tytuł           |
| ------------------------ | -------- | ----------------------------- | ------------------------- |
|                          |          |                               |                           |
| SERIA PIERWSZA           |          |                               |                           |
|                          |          |                               |                           |
| 01                       | 01       | Nowy dom Arka                 | Archie’s New Home         |
| 02                       | 01       | Kapitan Jaś                   | Sea Captain Ned           |
|                          |          |                               |                           |
| 03                       | 02       | Spragniony pingwin            | The Thirsty Penguin       |
| 04                       | 02       | List do Grzesia               | A Letter for George       |
|                          |          |                               |                           |
| 05                       | 03       | Wielki skok Zosi              | Josie’s Big Jump          |
| 06                       | 03       | Zapominalska Ala              | Alice Can’t Remember      |
|                          |          |                               |                           |
| 07                       | 04       | Straszna noc Jasia            | Ned’s Scary Night         |
| 08                       | 04       | Co chce Mysia                 | What Mitzi Wants          |
|                          |          |                               |                           |
| 09                       | 05       | Wyboista droga Szymka         | Sammy’s Bumpy Ride        |
| 10                       | 05       | Jaś policjant                 | Ned the Policeman         |
|                          |          |                               |                           |
| 11                       | 06       | Ruszający się ząb Arka        | Archie’s Loose Tooth      |
| 12                       | 06       | Paty przyjeżdża z wizytą      | Penny Comes to Stay       |
|                          |          |                               |                           |
| 13                       | 07       | Lora przyjeżdża do miasta     | Lolly Comes to Town       |
| 14                       | 07       | Grześ i paczka                | George and the Parcel     |
|                          |          |                               |                           |
| 15                       | 08       | Wakacje Mysi                  | Mitzi’s Day Out           |
| 16                       | 08       | Szymek i księżyc              | Sammy and the Moon        |
|                          |          |                               |                           |
| 17                       | 09       | Wolny dzień Grzesia           | George’s Day Off          |
| 18                       | 09       | Super Arek                    | Archie to the Rescue      |
|                          |          |                               |                           |
| 19                       | 10       | Przygoda ze skuterem          | Alice Rides Again         |
| 20                       | 10       | Pilot Jaś                     | Ned the Pilot             |
|                          |          |                               |                           |
| 21                       | 11       | Wielka przygoda Mysi          | Mitzi’s Big Adventure     |
| 22                       | 11       | Wyjątkowy gość Jasia          | Ned’s Special Visitor     |
|                          |          |                               |                           |
| 23                       | 12       | Zepsuty dzwonek Lory          | Lolly’s Broken Bell       |
| 24                       | 12       | Jaś się przeziębił            | Ned Catches a Cold        |
|                          |          |                               |                           |
| 25                       | 13       | Zosia tańczy                  | Josie Can Dance           |
| 26                       | 13       | Paty prosi o pomoc            | Penny Comes for Help      |
|                          |          |                               |                           |
| SERIA DRUGA              |          |                               |                           |
|                          |          |                               |                           |
| 27                       | 14       | Grześ chce pracować szybciej  | George Goes Faster        |
| 28                       | 14       | Jaś uczy się gwizdać          | Ned Finds His Whistle     |
|                          |          |                               |                           |
| 29                       | 15       | Szymek ma zły dzień           | Sammy’s Bad Day           |
| 30                       | 15       | Mała roślinka Grzesia         | George’s Little Plant     |
|                          |          |                               |                           |
| 31                       | 16       | Samolot Jasia                 | Plane Crazy Ned           |
| 32                       | 16       | Wielki wyścig Grzesia         | George’s Big Race         |
|                          |          |                               |                           |
| 33                       | 17       | Wielki mecz Paty              | Penny’s Big Game          |
| 34                       | 17       | Pracowity dzień Mysi          | Mitzi’s Busy Day          |
|                          |          |                               |                           |
| 35                       | 18       | Gra zespołowa                 | Archie Tennis Ace         |
| 36                       | 18       | Wypadek Zosi                  | Josie’s Little Accident   |
|                          |          |                               |                           |
| 37                       | 19       | Szymek i pszczoła             | Sammy and the Bee         |
| 38                       | 19       | Ala ma czkawkę                | Alice Gets the Hiccups    |
|                          |          |                               |                           |
| 39                       | 20       | Długie pożegnanie Lory        | Lolly’s Long Goodbye      |
| 40                       | 20       | Ukryty skarb Jasia            | Ned’s Buried Treasure     |
|                          |          |                               |                           |
| 41                       | 21       | Wyjątkowe zdjęcia Mysi        | Mitzi’s Special Photos    |
| 42                       | 21       | Wielki błąd Grzesia           | George’s Big Mistake      |
|                          |          |                               |                           |
| 43                       | 22       | Rycerz Jaś                    | Ned the Knight            |
| 44                       | 22       | Arek jedzie na biwak          | Archie Goes Camping       |
|                          |          |                               |                           |
| 45                       | 23       | Nowa melodia Zosi             | Josie’s New Tune          |
| 46                       | 23       | Zegar z kukułką Szymka        | Sammy’s Cuckoo Clock      |
|                          |          |                               |                           |
| 47                       | 24       | Arek nie słucha               | Archie Doesn’t Listen     |
| 48                       | 24       | Zosia zastępuje Szymka        | Josie In Charge           |
|                          |          |                               |                           |
| 49                       | 25       | Urodzinowa niespodzianka Paty | Penny’s Birthday Surprise |
| 50                       | 25       | Podarta torba Grzesia         | George’s Broken Satchel   |
|                          |          |                               |                           |
| 51                       | 26       | Nowy smak lodów Lory          | Lolly’s New Flavour       |
| 52                       | 26       | Ala się zgubiła               | Alice Gets Lost           |
|                          |          |                               |                           |
| ODCINEK BOŻONARODZENIOWY |          |                               |                           |
|                          |          |                               |                           |
| S1                       | S1       | Święta u braci Koala          | Outback Christmas         |
|                          |          |                               |                           |
| SERIA TRZECIA            |          |                               |                           |
|                          |          |                               |                           |
| 53                       | 27       | Grześ sportowiec              | George the Sportsman      |
| 54                       | 27       | Balon Jasia                   | Ned’s Shiny Balloon       |
|                          |          |                               |                           |
| 55                       | 28       | Wyjątkowy prezent Mysi        | Mitzi’s Special Present   |
| 56                       | 28       | Jaś i mglisty zielony Wagaloo | Ned and the Wagaloo       |
|                          |          |                               |                           |
| 57                       | 29       | Łyżki Szymka                  | Sammy’s Spoons            |
| 58                       | 29       | Trudny problem Zosi           | Josie’s Knotty Problem    |
|                          |          |                               |                           |
| 59                       | 30       | Poetka Ala                    | Alice and the Poet        |
| 60                       | 30       | Gigantyczna dynia Arka        | Archie’s Giant Pumpkin    |
|                          |          |                               |                           |
| 61                       | 31       | Bumerang Paty                 | Penny’s Boomerang         |
| 62                       | 31       | Psikusy Mysi                  | Mitzi’s Funny Honey       |
|                          |          |                               |                           |
| 63                       | 32       | Lora i gokart                 | Lolly and the Go-Kart     |
| 64                       | 32       | Jaś robi się czerwony         | Ned Goes Red              |
|                          |          |                               |                           |
| 65                       | 33       | Spadająca gwiazda Jasia       | Ned’s Shooting Star       |
| 66                       | 33       | Listonosz Szymek              | Sammy the Postman         |
|                          |          |                               |                           |
| 67                       | 34       | Magik Grześ                   | George the Magician       |
| 68                       | 34       | Upadek Arka                   | Archie’s Fall             |
|                          |          |                               |                           |
| 69                       | 35       | Artystka Mysia                | Mitzi the Artist          |
| 70                       | 35       | Świat Grzesia                 | George’s World            |
|                          |          |                               |                           |
| 71                       | 36       | Teatrzyk kukiełkowy Lory      | Lolly’s Puppet Show       |
| 72                       | 36       | Jaś tęskni za Teddym          | Ned’s Missing Teddy       |
|                          |          |                               |                           |
| 73                       | 37       | Mysia – latająca pielęgniarka | Mitzi the Flying Nurse    |
| 74                       | 37       | Ala kręci film                | Alice Makes a Movie       |
|                          |          |                               |                           |
| 75                       | 38       | Mysia bawi się w chowanego    | Mitzi’s Hide and Seek     |
| 76                       | 38       | Jaś pisze list                | Ned Writes a Letter       |
|                          |          |                               |                           |
| 77                       | 39       | Pracowity dzień Grzesia       | George’s Busy Day         |
| 78                       | 39       | Nocna tajemnica Ali           | Alice’s Night Mystery     |

## Wydania DVD, VCD i VHS (Polska)
| Tytuł                                              | Odcinki | Wydawnictwo |
| -------------------------------------------------- | --- | ----------- |
|                                                    | |             |
| DVD                                                | |             |
|                                                    | |             |
| Bracia Koala: Arek jedzie na biwak i inne historie | Arek jedzie na biwak; Długie pożegnanie Lory; Wielki błąd Grzesia; Wyjątkowe zdjęcia Mysi; Nowa melodia Zosi; Zegar z kukułką Szymka | Cass Film   |
|                                                    | |             |
| Bracia Koala: Nowy dom Arka i inne historie        | Nowy dom Arka; Kapitan Jaś; Co chce Mysia; Wielki skok Zosi; Zapominalska Ala; Straszna noc Jasia                                    | Cass Film   |
|                                                    | |             |
| Bracia Koala: Samolot Jasia i inne historie        | Samolot Jasia; Jaś uczy się gwizdać; Szymek ma zły dzień; Mała roślinka Grzesia; Grześ chce pracować szybciej; Wielki wyścig Grzesia | Cass Film   |
|                                                    | |             |
| Bracia Koala: Spragniony pingwin i inne historie   | Spragniony pingwin; List do Grzesia; Wyboista droga Szymka; Jaś policjant; Ruszający się ząb Arka; Paty przyjeżdża z wizytą          | Cass Film   |
|                                                    | |             |
| Bracia Koala: Święta u braci Koala                 | Święta u braci Koala; Ukryty skarb Jasia; Rycerz Jaś                                                                                 | Cass Film   |
|                                                    | |             |
| Bracia Koala: Wielki mecz Paty i inne historie     | Wielki mecz Paty; Pracowity dzień Mysi; Gra zespołowa; Wypadek Zosi; Szymek i pszczoła; Ala ma czkawkę                               | Cass Film   |
|                                                    | |             |
| VCD                                                | |             |
|                                                    | |             |
| Bracia Koala: Arek jedzie na biwak i inne historie | Arek jedzie na biwak; Długie pożegnanie Lory; Wielki błąd Grzesia; Wyjątkowe zdjęcia Mysi                                            | Cass Film   |
|                                                    | |             |
| Bracia Koala: Pracowity dzień Mysi i inne historie | Pracowity dzień Mysi; Wielki mecz Paty; Samolot Jasia; Jaś uczy się gwizdać                                                          | Cass Film   |
|                                                    | |             |
| Bracia Koala: Samolot Jasia i inne historie        | Samolot Jasia; Jaś uczy się gwizdać; Szymek ma zły dzień; Mała roślinka Grzesia; Wielki wyścig Grzesia                               | Cass Film   |
|                                                    | |             |
| Bracia Koala: Szymek ma zły dzień i inne historie  | Szymek ma zły dzień; Mała roślinka Grzesia; Grześ chce pracować szybciej; Wielki wyścig Grzesia                                      | Cass Film   |
|                                                    | |             |
| Bracia Koala: Święta u braci Koala                 | Święta u braci Koala | Cass Film   |
|                                                    | |             |
| Bracia Koala: Wielki błąd Grzesia i inne historie  | Wielki błąd Grzesia; Wyjątkowe zdjęcie Mysi; Nowa melodia Zosi; Zegar z kukułką Szymka                                               | Cass Film   |
|                                                    | |             |
| VHS                                                | |             |
|                                                    | |             |
| Bracia Koala: Nowy dom Arka i inne historie        | Nowy dom Arka; Kapitan Jaś; Co chce Mysia; Wielki skok Zosi; Zapominalska Ala                                                        | Cass Film   |
|                                                    | |             |
| Bracia Koala: Spragniony pingwin i inne historie   | Spragniony pingwin; List do Grzesia; Wyboista droga Szymka; Jaś policjant; Ruszający się ząb Arka                                    | Cass Film   |